# Steve Bendali
Steve Bendali, né le 12 novembre 1994, est un joueur de futsal international français évoluant au Nantes Métropole Futsal.
Formé au football à Massy, Bendali intègre en parallèle l'AS Bagneux Futsal à sa majorité. Après trois ans en première division, il rejoint le Nantes Bela Futsal en D2 qui devient le Nantes Métropole Futsal après avoir remporté son groupe en 2017.
Après avoir été appelé en U21 à ses débuts, il est convoqué en équipe de France A à partir de 2019.

## Biographie

### En club
Steve Bendali se souvient pousser ses premiers ballons de football avec « mon père et mon grand-père à Massy et Antony, en région parisienne. On jouait dans l’herbe dans un parc ». Son grand-père était arbitre et son père a joué en deuxième division avec le Red Star. Steve débute par jouer au football traditionnel à Massy jusqu'à sa majorité, où il est formé au poste de milieu de terrain offensif.
Encore footballeur à 19 ans, Bendali effectue un test au Bagneux Futsal. Il est conservé et joue le maintient en Division 1 2014-2015 et est pré-sélectionné très rapidement en équipe de France U21 de la discipline,,.
En 2015, il rejoint le Nantes Bela Futsal et se consacre totalement à cette discipline. Après une saison en Division 1 puis une autre en D2, durant laquelle il inscrit treize buts. Son entraîneur Fabien Gacougnolle le convainc de rester à la suite de la fusion donnant le Nantes Métropole Futsal.
Au début de la saison 2017-2018 en D1, Steve marque cinq buts lors des trois premiere journées contre Bastia (10-2), Toulouse (7-3) et un triplé face à Echirolles (11-0). Au terme de la saison 2019-2020 tronquée par la Pandémie de Covid-19, il est auteur de six buts et six passes décisives en championnat. Après cinq années à Nantes, Steve Bendali souhaite dans un premier temps quitter le club, avant de se raviser.

### En équipe nationale
En octobre 2014, seulement deux mois après ses débuts en salle et alors joueur de l'AS Bagneux Futsal et du FC Massy 91, Steve Bendali est retenu en équipe de France de futsal U21 pour une double confrontation amicale face à la Croatie à la Roche-sur-Yon.
En mai 2018, Steve Bendali est convoqué parmi vingt-deux joueurs au CNF Clairefontaine pour participer à un stage de détection pour l'équipe de France A.
Fin janvier 2019, il connaît ses premières capes en Bleu lors de deux matches amicaux contre la Slovénie à l'extérieur. « On avait fait 2-2, je me souviens d’avoir délivré une passe décisive » confie-t-il fin 2022. Il enchaîne ensuite en avril pour deux rencontres contre l'Angleterre au palais des sports de Besançon, et en septembre pour deux oppositions face à la Finlande à Sélestat. Il garde la confiance de Pierre Jacky en octobre pour le tour principal de qualification pour la Coupe du monde 2020, avec son coéquipier nantais Adama Dhee.
En décembre 2021, Steve retrouve son ancien sélection en U21, Raphäel Reynaud, passé à la tête de la sélection A. Lors du Tournoi des 4 Nations remporté par les Bleus, il inscrit ses deuxièmes et troisièmes buts internationaux avec un doublé en deux minutes lors du second match contre la Belgique (portant le score à 4-0, victoire finale 7-3).
En octobre 2022, Bendali est auteur d’un nouveau doublé face à la Norvège à Laval (9-1) en ouverture des qualifications pour la Coupe du monde 2024. Il compte alors six buts en 24 sélections.

## Palmarès
Steven Bendali remporte la poule A de Division 2 2016-2017 avec le Nantes Bela. Il est ensuite élu meilleur joueur du championnat de France 2023-24.
- Coupe de France (1)
  - Vainqueur : 2022